# Sonia Todd
Sonia Todd (* 1. Januar 1959 in Adelaide, South Australia) ist eine australische Schauspielerin. 

## Leben
Sonia Todd wurde im Januar 1959 in Adelaide im australischen Bundesstaat South Australia geboren. Im Alter von zwei Jahren zog sie mit ihren Eltern nach Sydney. Todd studierte am National Institute of Dramatic Art in Sydney und machte dort 1985 zusammen mit Baz Luhrmann, Catherine McClements und Justin Monjo ihren Abschluss. Ihr ursprüngliches Ziel war es, Tänzerin zu werden. Noch während ihrer Studienzeit gehörte Sonia Todd zur Besetzung des Tanzfilmes Strictly Ballroom – Die gegen alle Regeln tanzen unter der Regie ihres früheren Abschlusskollegen Baz Luhrmann.
Sie ist mit Rhett Walton verheiratet und hat zwei Söhne, die 1992 und 2001 geboren wurden.

## Karriere
Bekannt wurde Sonia Todd durch die Rolle der Georgia Rattray in der Krimiserie Police Rescue – Gefährlicher Einsatz. Für ihre Rolle gewann sie 1994 den Logie Award in der Kategorie Beliebteste Schauspielerin. Für die vierstündige Miniserie The Potato Factory wurde sie 2000 für den AFI Award in der Kategorie Beste Hauptdarstellerin in einer Dramaserie nominiert. Internationale Bekanntheit erlangte sie 1997 in dem oscarprämierten australischen Film Shine – Der Weg ins Licht. 1998 spielte sie in 13 Episoden der Krimiserie Water Rats – Die Hafencops die Rolle der Detective Sergeant Louise Bradshaw.
2001 erhielt sie die Rolle der Meg Fountain-Dodge in der australischen Dramaserie McLeods Töchter. Dort war sie bis zum Ende der fünften Staffel als Hauptdarstellerin zu sehen. Bis zum Ende der Serie 2009 hatte sie aber noch mehrere Gastauftritte. Ebenfalls 2001 war sie in sieben Episoden der Krankenhausserie All Saints als Kate Larson zu sehen. Von 2007 bis 2008 kehrte sie danach in weiteren sieben Episoden als Dr. Elizabeth Foy zur Serie zurück. Von 2009 bis 2013 verkörperte Sonia Todd die Rolle der Gina Austin in der australischen Seifenoper Home and Away.

## Filmografie (Auswahl)
- 1990–1996: Police Rescue – Gefährlicher Einsatz (Police Rescue, Fernsehserie, 58 Episoden)
- 1991: Das Buschkrankenhaus (A Country Practice, Fernsehserie, 2 Episoden)
- 1992: Strictly Ballroom – Die gegen alle Regeln tanzen (Strictly Ballroom)
- 1996: Shine – Der Weg ins Licht (Shine)
- 1996: Unter Mordverdacht (Natural Justice: Heat)
- 1997: Simone de Beauvoir’s Babies
- 1997: Rückkehr zum Jupiter (Return to Jupiter, Fernsehserie, Episode 1x04)
- 1998: Water Rats – Die Hafencops (Water Rats, Fernsehserie, 13 Episoden)
- 2000: The Potato Factory (Miniserie)
- 2001–2008: All Saints (Fernsehserie, 14 Episoden, verschiedene Rollen)
- 2001–2009: McLeods Töchter (McLeod’s Daughters, Fernsehserie, 107 Episoden)
- 2009–2013: Home and Away (Fernsehserie)

## Auszeichnungen
- Logie Award
  - Gewonnen – Beliebteste Schauspielerin – Police Rescue (1994)

- AFI Award
  - Nominiert – Beste Hauptdarstellerin in einer Dramaserie – The Potato Factory (2000)